# Sandra Mondaini
Pour les articles homonymes, voir Mondaini.
Alessandrina « Sandra » Mondaini (née le 1er septembre 1931 à Milan – morte le 21 septembre 2010 dans la même ville) est une actrice et une animatrice de télévision italienne. Entre 1953 et 2008, elle apparaît dans 30 films.

## Biographie
En 1962, elle épouse l'acteur Raimondo Vianello. Avec ce dernier, ils animeront plusieurs émissions de variétés telles Tante scuse, Di nuovo tante scuse, Attenti a noi due, Sandra e Raimondo Show et Stasera niente di nuovo. Entre 1988 et 2007, elle tient le rôle principal dans la comédie de situation italienne Casa Vianello (en). Elle fait sa dernière apparition dans le téléfilm Crociera Vianello (it), un spin-off de Casa Vianello.
Elle meurt à Milan le 21 septembre 2010, cinq mois après son mari,.

## Filmographie

### Au cinéma
- 1953 : Attanasio cavallo vanesio (it) : Soubrettina
- 1954 : Ridere! Ridere! Ridere! : Innamorata litigiosa
- 1955 : Il campanile d'oro (it) : Rosetta
- 1955 : Motivo in maschera
- 1955 : Io piaccio (it) : Sandra
- 1957 : Susanna tutta panna : Marisa Trombetti
- 1958 : Le dritte de Mario Amendola : Rina Bettini
- 1959 : Nous sommes deux évadés (Noi siamo due evasi) : Isabella
- 1960 : Caccia al marito : Ilde Cavazza
- 1960 : Le olimpiadi dei mariti : Sandra, Raimondo's wife
- 1960 : Un mandarino per Teo : Rosanella Ferrante
- 1960 : Ferragosto in bikini (it) : La padrona della pensione Stella (voix)
- 1961 : La ragazza sotto il lenzuolo (it)
- 1961 : Scandali al mare : Alba
- 1961 : Bellezze sulla spiaggia (it)
- 1961 : Maciste contro Ercole nella valle dei guai
- 1961 : Le magnifiche sette (it) (Le magnifiche 7) : Sergente Stefania
- 1962 : Gli italiani e le donne
- 1963 : La donna degli altri è sempre più bella : La signora Parodi (segment La natura vergine)
- 1963 : Siamo tutti pomicioni (it) de Marino Girolami : Lidia - Floro's wife (segment Il piazzista)
- 1963 : Le Jour le plus court (Il giorno più corto) : Erede Siciliana
- 1963 : Les Motorisées (Le motorizzate) : The Lady Driver (segment Un Investimento Sicuro)
- 1964 : I maniaci : Paolo's Wife (segment i consigli)
- 1964 : Cadavere per signora : Marina
- 1965 : Questo pazzo, pazzo mondo della canzone
- 1966 : Mi vedrai tornare : Moglie di Tommasso, cameriera
- 1966 : Veneri in collegio (it) : Leontine
- 1966 : Spiaggia libera (it) : Maria - la moglie dell'ingegnere
- 1966 : A... come assassino
- 1982 : Sbirulino (it) : Sbirulino

### À la télévision
- No, No, Nanette (1955) TV
- La ragazza indiavolata (1958) TV
- Il gatto in cantina (1958) TV
- Tom Jones (1960) TV
- Il coraggio (1962) TV
- Principesse Violini e Champagne (1963) TV
- Due dozzine di rose scarlatte (1966) TV
- Chi non prova non ci crede (1968) TV
- Bertoldo Bertoldino e Cacasenno (1969) TV
- La donna di cuori (it) (1969) TV
- Casa Vianello (en) (1988-2007) TV
- Cascina Vianello (en) (1996) TV
- Caro maestro (en) (1996-1997) TV
- I misteri di Cascina Vianello (en) (1997) TV
- Crociera Vianello (it) (2008) TV